# Jan Smolko
Jan Smolko OFM (? - 1487, Łowicz, Polsko), též Jan Smolka, byl polský františkán činný v 2. polovině 15. století. Působil jako kazatel a zpovědník, byl kvardiánem františkánského konventu v Łowiczi, kde také roku 1487 zemřel.
Podle soudobé františkánské kroniky J. Komorowskiego byl „velmi věřící a trpělivý muž, pokladnice všeho umění“. Svými chválami měl uzdravit místního dominikánského priora, který byl léta slepý. Proslul však především jako iluminátor knih nejen pro potřeby františkánů, ale také pro Łowiczský dominikánský konvent.